# 성지여자중학교
성지여자중학교(聖旨女子中學校)는 대한민국 경상남도 창원시 마산합포구 완월동에 있는 사립 중학교이다.

## 학교 연혁
- 1910년 9월 : 사립 성지학교 설립(설립자 프랑스인 문제만 신부)
- 1949년 5월: 성지여자중학교 인가(3학급) 초대 교장 박성춘 신부
- 2019년 5월 : 개교 70주년 기념식
- 2025년 1월 : 제76회 졸업식(143명) 18,757명
- 2025년 3월 : 제21대 문병훈 교장 취임
- 2025년 3월 : 입학식(5학급 150명)
- 2025년 3월 : 학교법인 성지학원 이사장 이성효 주교 취임

## 참고 자료
- 성지여자중학교 - 한국교육학술정보원 학교알리미